# Neniska Mała
Neniska Mała (ukr. Неніска Мала) – położony w Górach Rachowskich szczyt na granicy Ukrainy i Rumunii.

## Opis szczytu
Neniska Mała znajduje się we wschodniej części Gór Rachowskich po stronie ukraińskiej, po stronie rumuńskiej jest częścią Karpat Marmaroskich, około 7 km na wschód znajduje się Stóg (1653 m n.p.m.) (były trójstyk granic Polski, Czechosłowacji i Rumunii). W bezpośrednim sąsiedztwie znajduje się szczyt Neniska Wełyka (1815 m n.p.m.) oraz Meżypotoki (1716 m n.p.m.) na zachodzie i Szczawul (1763 m n.p.m.) na wschodzie. Szczyt pokryty jest niewielką połoniną, miejscami zarośniętą kosodrzewiną, wierzchołek jest przecięty szerokim pasem granicznym. Północne stoki szczytu porośnięte są lasem do wysokości 1600 metrów, natomiast południowe stoki są mocno odsłonięte, a las zanika już na wysokości 1300 metrów.

## Turystyka
Szczyt można zdobyć bez większych trudności technicznych, jednak nie znajdują się tutaj żadne szlaki turystyczne, a żeby przebywać w rejonie przygranicznym wymagane są wcześniej uzyskane pozwolenia zarówno po stronie rumuńskiej jak i ukraińskiej. Ze szczytu rozpościera się widok na Góry Rodniańskie ze szczytem Pietrosul Rodnei (2303 m n.p.m.), na prawo mocno wyróżnia się rumuński Fărcăul (1961 m n.p.m.) i Pop Iwan Marmaroski (1930 m n.p.m.), na północy rozpościera się widok na Czarnohorę i Świdowiec, można też dostrzec część Gorganów, a także Połoninę Borżawą. Szczyt znajduje się daleko od osad ludzkich, 12 km do najbliższej miejscowości na Ukrainie i 15 km w Rumunii.
Przed wojną na północnych stokach masywu mieściły się dwa czechosłowackie schroniska.